# Белякович, Сергей Романович
Сергей Романович Белякович (7 июля 1953, Востряково, Московская область — 31 мая 2009, Москва) — советский и российский актёр, основатель и артист Московского театра на Юго-Западе, заслуженный артист Российской Федерации. Брат основателя и руководителя Театра на Юго-Западе, народного артиста России Валерия Беляковича (1950—2016).

## Биография
Родился 7 июля 1953 года в подмосковном (на то время) посёлке Востряково. Мать — Клавдия Дмитриевна Баранова, родом из деревни Городецкие Выселки (Рязанская область). Во время Великой Отечественной войны была председателем колхоза, ей было 17 лет, когда её выбрали на эту должность. Выйдя замуж и родив двоих сыновей, сменила несколько специальностей. В частности, работала кладовщицей и буфетчицей. Отец — Роман Григорьевич Белякович, родом из Брестской области, работал на железобетонном заводе в Вострякове, позже — мастером по холодильным установкам.
Окончил школу в родном Вострякове, потом техникум, отслужил в армии, работал в метро мастером путей, а также на заводе «Кристалл» (огранщик алмазов пятой, высшей, категории). Страстно увлекался рыбалкой, любил готовить, писал стихи, актёром становиться не собирался. Интерес к театральному искусству в нём пробудил старший брат. Валерий Белякович увлёкся театром ещё в школе; вернувшись из армии, он сообщил Сергею, что будет режиссёром и создаст свой театр. Сергей согласился участвовать и предложил приобщить друзей. Первым позвал своего одноклассника Виктора Авилова, потому что тот умел хорошо рассказывать анекдоты.
Свой первый спектакль «Женитьба Коли Гоголя» будущие основатели Театра на Юго-Западе сыграли в 1974 году в востряковском клубе. Позже рассказывал об этом так:
«Премьера проходила в клубе Мещерский в Вострякове. Зритель был свой — местные жители. Ни разу не приходилось даже стоять на сцене перед зрителями, а тут ещё надо было двигаться, говорить, общаться, петь. От начала спектакля и до самого конца испытывал чувство, которое можно сравнить лишь с чувством первой любви…».
В 1976 году Валерий Белякович поступил в ГИТИС на режиссуру, а через год его самодеятельной труппе дали помещение в цокольном этаже дома № 125 по проспекту Вернадского. Актёрским университетом для Сергея Беляковича стала сцена, которую он с товарищами построил своими руками. Недостающие стройматериалы воровали с окрестных строек, на покупку дрели скинулись первые зрители — жители соседних домов.
Вплоть до 1990 года в Театре на Юго-Западе давали по два спектакля за вечер. Сергей Белякович к этому времени сыграл уже 25 ролей, он выходил на сцену почти без выходных. В Театре на Юго-Западе того времени так было принято: сегодня ты играешь главную роль, а завтра бегаешь в массовке. Это был принцип Валерия Беляковича, он хотел, чтобы театр был большой семьёй, в которой все равны.
Сергей Белякович считается одним из основателей Юго-Запада не только потому, что в буквальном смысле строил театр своими руками в конце 1970-х, но и потому, что являлся одним из авторов стиля этого театра, сформировавшегося в 1980-е и 1990-е годы. Во-первых, за счёт своих личностных и актёрских качеств, он был юго-западным Жаном Габеном. А во-вторых, он участвовал в создании спектаклей в качестве члена режиссёрской группы. К примеру, именно Сергей Белякович подсказал определяющий режиссёрский ход при постановке спектакля «Ромео и Джульетта» (1992 год). На Юго-Западе Монтекки и Капулетти фехтуют обрезками труб, а не какими-нибудь шпагами. Таким оружием дрались подростки в рабочем посёлке Востряково, когда братья Беляковичи были ещё детьми.
Всего в театре на Юго-Западе сыграл более 50 ролей. Последней его ролью стал комбат Владимир в спектакле «Аллегория», поставленном в 2007 году его сыном Михаилом Беляковичем и Олегом Анищенко.
Скончался 31 мая 2009 года в Москве на 56-м году жизни. Похоронен 3 июня на Пыхтинском кладбище.

## Личная жизнь
- Первая жена — Ольга Авилова (1958—1990), сестра Виктора Авилова, актриса Театра на Юго-Западе. Сын — Михаил Белякович[3] (род. 1979), актёр и режиссёр Театра на Юго-Западе.
- Вторая жена (свадьба в 1984) — Елена Белякович (девичья фамилия — Марченко, род. 1965), юрист по образованию и по профессии, сын — Павел Белякович (1985—2022).

## Роли, сыгранные в Театре на Юго-Западе
- 2007 — «Аллегория», А. Селин, постановка О. Анищенко и М. Беляковича — Владимир
- 2006 — «Требуется старый клоун», М. Вишнек, постановка В. Беляковича — Пеппино
- 2002 — «Опера нищих /J. Gay — Opera.ru», по мотивам Дж. Гэя, постановка В. Беляковича — Пичем
- 2001 — «Самоубийца», Н. Эрдман, постановка В. Беляковича — Отец Елпидий
- 2000 — «Конкурс», А. Галин, постановка В. Беляковича — Коля-Кочегар
- 1999 — «Братья» («Эмигранты»), С. Мрожек, постановка В. Беляковича — XX
- 1999 — «Три сестры», А. Чехов, постановка В. Беляковича — Кулыгин
- 1999 — «Щи», В. Сорокин, постановка В. Беляковича — Сибирский шеф-повар в законе Рысь на вертеле, повар Эскалоп Воронежский и Ямщик
- 1996 — «Страсти по Мольеру», В. Белякович по мотивам пьес Ж-Б. Мольера, постановка В. Беляковича — Журден и сваха Фрозина
- 1996 — «Сон в летнюю ночь», У. Шекспир, постановка В. Беляковича — Рыло, Кузнец Основа, он же Стена и Осёл
- 1996 — «На дне», М. Горький, постановка В. Беляковича — Лука
- 1994 — «Слуга двух господ», К. Гольдони, постановка В. Беляковича — Флориндо
- 1994 — «Макбет», У. Шекспир, постановка В. Беляковича — Банко
- 1993 — «Мастер и Маргарита», М. Булгаков, инсценировка В. Беляковича, постановка В. Беляковича — Азазелло, Берлиоз
- 1992 — «Ромео и Джульетта», У. Шекспир, постановка В. Беляковича — Капулетти
- 1992 — «Укрощение строптивой», У. Шекспир, постановка В. Беляковича — Бьонделло
- 1991 — «Птидепе», В. Гавел, постановка В. Беляковича — Машат
- 1989 — «Вальпургиева ночь», В. Ерофеев, постановка В. Беляковича — Боря-Мордоворот
- 1989 — «Калигула», А. Камю, постановка В. Беляковича — Мерейя
- 1988 — «Трилогия» («Свадьба Кречинского», «Дело», «Смерть Тарелкина»), А. Сухово-Кобылин, постановка В. Беляковича — Муромский, Брандахлыстова
- 1987 — «Дураки», Н. Саймон, постановка В. Беляковича — Граф Юзекевич
- 1986 — «С днём рождения, Ванда Джун!», К. Воннегут, постановка В. Беляковича — Гарольд Райен
- 1986 — «Сёстры», Л. Разумовская, постановка В. Беляковича — Пётр Куликов
- 1985 — «Трактирщица», К. Гольдони, постановка В. Беляковича — Маркиз Форлипополи
- 1985 — «Школа любви», Э. Ветемаа, постановка В. Беляковича — Фердинанд Весихарк
- 1985 — «Агент 00», Г. Боровик, постановка В. Беляковича — Спец. зам.
- 1985 — «Русские люди», К. Симонов, постановка В. Беляковича — Глоба
- 1984 — «Гамлет», У. Шекспир, постановка В. Беляковича — Клавдий, Полоний, Бернардо, Актёр
- 1984 — «Самозванец», Л. Корсунский, постановка В. Беляковича — Гриша Гусев
- 1984 — «Три цилиндра», М. Миура, постановка В. Беляковича — Буби Бартон
- 1983 — «Ревизор», Н. Гоголь, постановка В. Беляковича — Городничий
- 1983 — «Штрихи к портрету» по рассказам В. Шукшина, постановка В. Беляковича — Глеб Капустин («Срезал»), Колька («Хозяин бани и огорода»), Звягин («Забуксовал») и др.
- 1982 — «Носороги», Э. Ионеско, постановка В. Беляковича — Жан
- 1981 — «Дракон», Е. Шварц, постановка В. Беляковича — Третья Голова Дракона, Тюремщик
- 1981 — «Игроки», Н. Гоголь, постановка В. Беляковича — Утешительный
- 1982 — «Владимир 3-й степени», Н. Гоголь, постановка В. Беляковича — Бурдюков, Миша и др.
- 1980 — «Мольер», («Кабала святош») М. Булгаков, постановка В. Беляковича — Д’Орсиньи, Жодле
- 1980 — «Жаворонок». Ж. Ануй, постановка В. Беляковича — Бодрикур
- 1979 — «Старый дом», А. Казанцев, постановка В. Беляковича — Максим Глебов
- 1974 — «Женитьба», Н. Гоголь, постановка В. Беляковича — Яичница
- 1979 — «Старые грехи», по рассказам А. Чехова, постановка В. Беляковича — Доктор («Хирургия»), Шлепкин («Два газетчика»), Камышев («На чужбине») и др.
- 1978 — «Уроки дочкам» («Урок дочкам» И. Крылова и «Беда от нежного сердца» В. Соллогуба), постановка В. Беляковича — помещик Велькаров, Аграфена Кубыркина

## Фильмография
- 1987 — «Прошу не называть мою фамилию» (фильм-спектакль, режиссёр Анатолий Малкин).[4]
- 1989 — «Самозванец» (фильм-спектакль) — Гусев (главная роль).
- 1990 — «А в России опять окаянные дни» (режиссёр Владимир Васильков).
- 1990 — «Московский полицейский Каминский» («Le flic de Moscou» Crime sous hypnose, Франция) — Олег.
- 2001 — «Игры в подкидного» (режиссёр Александр Клименко) — глава администрации.
- 2001 — «Школа Этуалей» (режиссёр Валерий Белякович).
- 2003 — «Москва. Центральный округ» (8-я серия, режиссёр Владимир Щегольков) — Бусыгин.
- 2007 — «Закон и порядок: Преступный умысел-2» (фильм № 17, режиссёр Георгий Николаенко) — Ледогор.
- 2008 — «Трюкачи» (фильм № 3, режиссёры Игорь Пекер, Владимир Лешаков) — Старыгин.
- 2009 — «Супруги» (18-я серия, режиссёр Иван Щеголев).
- 2010 — «Знаки судьбы» (2-я серия, режиссёр Константин Саркисян).

## Озвучивание
- 2004 — «Столичный сувенир» (анимационный) — Первый бандит
- 2017 — «League of Legends» (компьютерная игра) — Орн